# Joe McCluskey
Joe McCluskey, właśc. Joseph Paul McCluskey (ur. 2 czerwca 1911 w South Manchester, zm. 31 sierpnia 2002 w Madison) – amerykański lekkoatleta (długodystansowiec), medalista olimpijski z 1932.
Zdobył brązowy medal w biegu na 3000 metrów z przeszkodami na igrzyskach olimpijskich w 1932 w Los Angeles, za Volmarim Iso-Hollo w Finlandii i Thomasem Evensonem z Wielkiej Brytanii. Bieg miał niecodzienny przebieg, ponieważ sędzia lekkoatletyczny pomylił liczbę okrążeń i zawodnicy przebiegli o 460 metrów (1 okrążenie) więcej. Po 3000 metrów McCluskey był na drugim miejscu, ale na ostatnim okrążeniu został wyprzedzony przez Evensona. Organizatorzy proponowali powtórzenie biegu w dniu następnym, ale McCluskey odmówił uznając wyniki za prawidłowe.
McCluskey zajął 10. miejsce w biegu na 3000 metrów z przeszkodami na igrzyskach olimpijskich w 1936 w Berlinie. Usiłował dostać się do reprezentacji na igrzyska olimpijskie w 1948 w Londynie, ale w eliminacjach amerykańskich zajął 5. miejsce i nie zdołał się zakwalifikować.
McCluskey był mistrzem Stanów Zjednoczonych (AAU) w biegu na 5000 metrów w 1935 i 1937, w biegu na 10 000 metrów w 1942, w biegu na 2 mile z przeszkodami w 1930 i 1931, w biegu na 3000 metrów z przeszkodami w 1932, 1933, 1935, 1938-1940 i 1943 oraz w biegu na 15 kilometrów w 1941 i 1942. Był również halowym mistrzem USA w biegu na 2 mile w 1930.